# Marco Dehne
Marco Dehne (* 9. Juni 1969 in Burgdorf (Region Hannover)) ist ein ehemaliger deutscher Fußballspieler.

## Werdegang
Dehne spielte beim FC Lehrte sowie beim FC Burgdorf und anschließend in der Amateurmannschaft von Hannover 96. 1994 rückte er in Hannovers Profiaufgebot auf. Bis 1996 bestritt der Mittelfeldspieler 39 Zweitligaeinsätze für Hannover 96, laut Dehnes Aussage in einem Interview 2021 (s. u.) waren es 40 Einsätze; nach seiner Vermutung ergibt sich der Unterschied aus dem bereits als Vertragsamateur absolvierten ersten Einsatz gegen Wuppertal.
1996 wechselte er zu Eintracht Braunschweig und blieb dort bis 1999. Seine weiteren Vereine waren BV Cloppenburg (1999 bis Januar 2006), Brinkumer SV (Januar 2006 bis Juni 2006), VfL Löningen (2006/07) und Sparta Werlte (2007 bis 2009).
Als Trainer betreute er in der Saison 2013/14 die I. Mannschaft des SSV Didderse. Dehne erwarb 2009 die DFB-A-Trainerlizenz und gründete mit dem ehemaligen Profi Holger Wehlage 2010 eine Fußballschule in Braunschweig, in der er Wehlage und er als Leiter und Trainer fungieren und dabei auch Inklusionsarbeit mit Hörgeschädigten betreiben.